# Népsport
A Népsport egy magyarországi sportnapilap volt, ami 1945. április 24-től 1990. február 28-ig jelent meg. Az 1903-ban alapított Nemzeti Sport utóda, illetve a mai Nemzeti Sport elődjeként, Magyarország egyetlen sportnapilapja volt. 

## Története
A második világháború végén az addigi Nemzeti Sport helyett a lap Népsport címen, új évfolyam-számozással jelent meg, először  1945. április 24-én. 
Az első szerkesztőbizottság összetétele Barcs Sándor, Gallowich Tibor, Hidas Ferenc és Solti Lajos volt. Ára: 1 pengő (fél év múlva 150 pengő). A lap 1990-ig Népsport címen jelent meg (leszámítva az 1956-os forradalmat követő néhány hónapot, amikor csak Sport volt a cím). 
A privatizációt követően a lap előbb átmenetileg Nemzeti (nép)Sport címen jelent meg, a Nemzeti Sport nevet később vette fel. 

### A Népsport indulása

#### Az első szám vastagbetűs címei
- Köszöntő
- Így került Jaross Andor az FTC elnöki székébe
- Szovjet sportolók a Latorca utcában
- Legalább háromszor egy héten Népsportot!
- Az Újpest megszöktette játékosait
- Tudósítás az első barátságos mérkőzésről: Kispest–FTC (2:2)
- A futball játékvezetők népes taggyűlést tartottak, ahol dr. Ábrai Zsigmond elnök ismertette a JT célkitűzéseit és útjára indította a testületet.

#### A második szám két szenzációt is közöl
- Az új szezon teljes sorsolását és az  NB I-ben engedélyezett csapatok listáját,
- Felhívás! A JT felhívja az összes játékvezető figyelmét, hogy V. hó 4-én (pénteken) jelenjenek meg fontos ügyben a Vadász u. 31. sz. alatti helyiségben
- Izgalmas hírek a futball-házából
- Szabó Pál, a Fradi új edzője ragaszkodik Kubala Lászlóhoz

## Főszerkesztői
- 1945. április 24-: szerkesztőbizottság
- -1983. június 30.: Szabó Béla
- 1983. július 1.-1986. január 14. Varga József
- 1986. január 15.-: Király Ferenc
- 1989. november 4.-1990. február 28.: főszerkesztő: Szekeres István